# Ghiacciaio Sedgwick
Il ghiacciaio Sedgwick è un ghiacciaio lungo circa 13 km e largo 3,7, situato sull'isola Alessandro I, al largo della costa della Terra di Palmer, in Antartide. Il ghiacciaio si trova in particolare sulla costa nord-orientale dell'isola, dove fluisce verso est, a partire dal versante orientale del monte Stephenson, fino a entrare nel canale di Giorgio VI, poco a nord del monte Huckle.

## Storia
Il ghiacciaio Sedgwick è stato grossolanamente mappato grazie a una ricognizione effettuata nel 1936, durante la spedizione britannica nella Terra di Graham, comandata da John Rymill, ed è stato poi oggetto di un'altra ricognizione effettuata nel 1948 da parte del British Antarctic Survey (al tempo ancora chiamato "Falkland Islands Dependencies Survey", FIDS). Proprio il FIDS battezzò il ghiacciaio con il suo attuale nome in onore di Adam Sedgwick, un geologo britannico, professore di geologia all'Università di Cambridge.